# Ахтирски
Ахтирски (рус. Ахтырский) насељено је место полуурбаног типа са званичним статусом варошице (рус. посёлок городского типа) на југу европског дела Руске Федерације. Налази се у југозападном делу Краснодарске покрајине и административно припада њеном Абинском рејону.
Према подацима националне статистичке службе РФ за 2017, у насељу је живело 20.983 становника.

## Географија
Варошица Ахтирски се налази у западном делу Краснодарског краја, на неких 8 km источније оад града Абинска, административног центра рејона, те на неких 60 км југозападно од покрајинске престонице Краснодара. Варошица се налази у јужном делу алувијалне Закубањске равнице, на месту где равничарско подручје постепено прелази у северну подгорину Великог Кавказа. Кроз варошицу протиче река Ахтир, једна од значајнијих притока реке Хабљ.
Јужном периферијом насеља пролази аутопут А146 који повезује градове Краснодар и Новоросијск. Паралелно са друмским иде и железнички путни правац на истој релацији.

## Историја
Градња прве станице на месту савременог насеља започела је у рано пролеће 1863. и већ до краја исте године на том месту саграђено је 208 домова.  Новоосновано насеље добија назив станица Антхирскаја, а њени први становници били су досељеници из тадашњих Полтавске и Харковске губерније, њих укупно 1.234. У јуну 1867. станица мења име и постаје Ахтировскаја, у част града Ахтирка из источне Украјине.
До интензивнијег привредног развоја насеља долази након почетка интензивније експлоатације нафте и природног гасе који су откривени на том подручју у периоду 1938−1940. године. У новембру 1948. започела је изградња посебног радничког насеља намењеног радницима на нафтним бушотинама у том подручју. Оба насеља су уједињена у једну целину и у септембру 1958. обједињено насеље добија званичан статус радничке варошице.

## Демографија
Према подацима са пописа становништва 2010. у вароши је живело 20.100 становника, док је према процени из 2017. број житеља порастао на скоро 21.000 особа.
| 1959.  | 1970.  | 1979.  | 1989.  | 2002.  | 2010.  | 2017.  |
| ------ | ------ | ------ | ------ | ------ | ------ | ------ |
| 15.691 | 18.170 | 18.341 | 18.568 | 19.219 | 20.100 | 20.983 |